# Астапово (Тульская область)
Астапово — деревня в Арсеньевском районе Тульской области России.
В рамках административно-территориального устройства является центром Астаповского сельского округа Арсеньевского района, в рамках организации местного самоуправления является центром Астаповского муниципального образования со статусом сельского поселения в составе муниципального района.

## География
Расположена в юго-западной части региона, в лесостепной зоне, в пределах юго-западного склона Среднерусской возвышенности, примыкая к северо-восточной окраине райцентра — рабочего посёлка Арсеньево.

### Климат
Климат характеризуется как умеренно континентальный, с умеренно холодной зимой и тёплым неустойчивым летом. Среднегодовая многолетняя температура воздуха составляет 4,3 °С. Средняя температура воздуха летнего периода — 18,7 °С (абсолютный максимум — 37 °С); зимнего периода — −9,8 °C (абсолютный минимум — −42 °С). Безморозный период длится в среднем 145 дней. Среднегодовое количество атмосферных осадков составляет 524 мм, из которых большая часть (около 70 %) выпадает в тёплый период. Снежный покров держится около 140 дней. В розе ветров преобладают ветры западного и юго-западного направлений.

## Население
| 2002 | 2010 | 2014 | 2015 | 2020 |
| ---- | ---- | ---- | ---- | ---- |
| 314  | ↘293 | ↗326 | ↗342 | ↘314 |